# Relaciones Costa Rica-Reino Unido

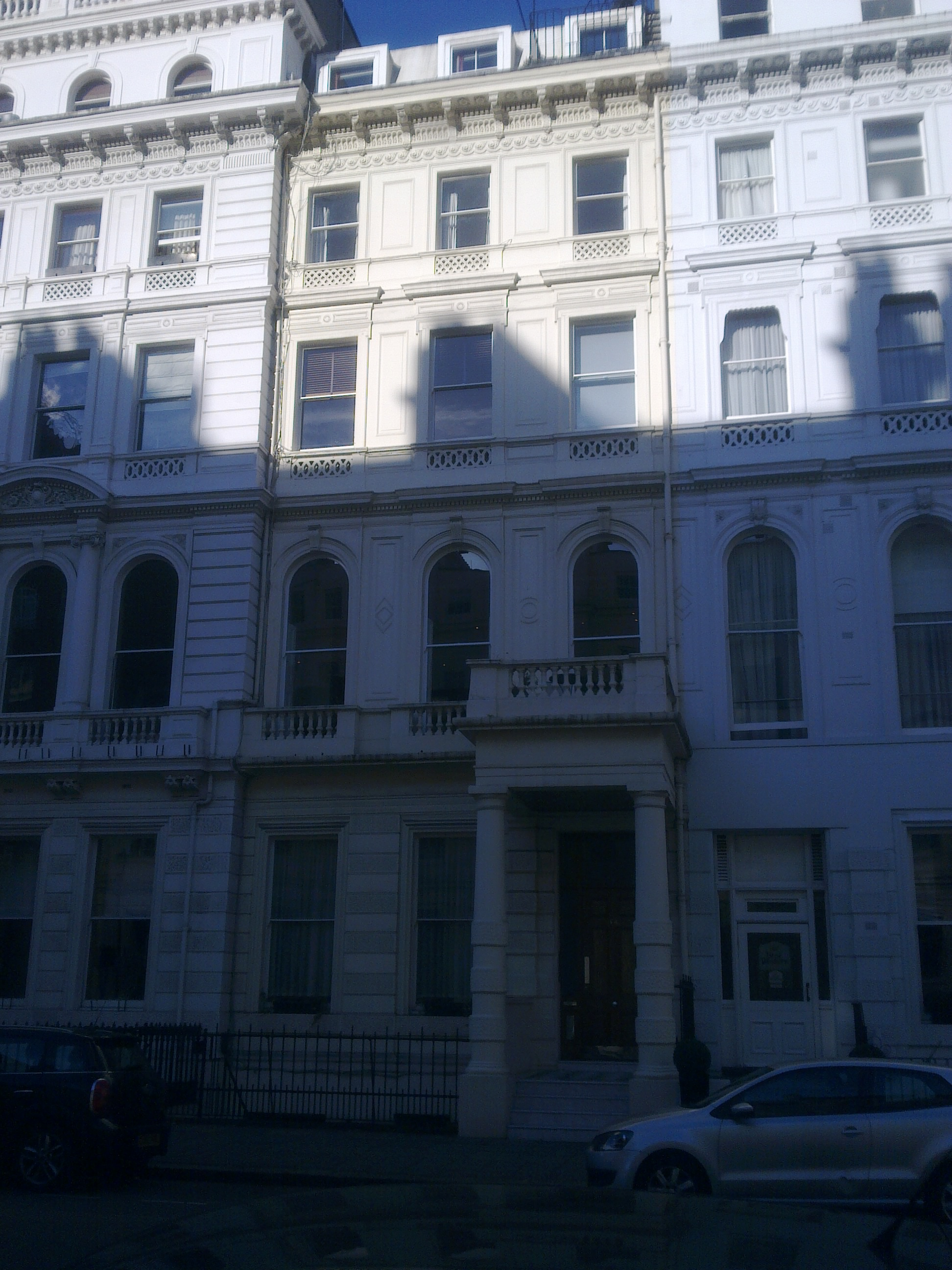
Embajada costarricense en Londres

La República de Costa Rica y el Reino Unido de Gran Bretaña e Irlanda del Norte cuentan con relaciones diplomáticas muy tempranas, ya desde el 12 de marzo de 1848. Recién separado el país de la República Federal de Centro América, su presidente José María Castro Madriz inicia de inmediato gestiones diplomáticas para el reconocimiento del país ante las potencias europeas, lo cual fue exitoso. Alrededor de 1850 a raíz de las disputas fronterizas entre Costa Rica y Nicaragua, siendo Nicaragua apoyada por los Estados Unidos, Costa Rica consiguió un aliado en Gran Bretaña que, por aquella época, se encontraba en competencia contra los Estados Unidos por influencia política y comercial en Latinoamérica. Castro Madriz incluso envió al embajador costarricense Felipe Molina a negociar el posible ingreso de Costa Rica al Imperio británico en calidad de protectorado. Molina fue recibido por el primer ministro británico Lord Palmerston. Si bien el protectorado fue descartado por el gobierno británico de la época, al parecer para evitar una guerra con Estados Unidos, Londres si aceptó convertirse en un aliado de Costa Rica en la disputa, interesado en el canal interoceánico que planeaba Washington. Finalmente, ambas potencias sirvieron de mediadores para la negociación limítrofe.
Durante el siglo XIX la representación británica ante Costa Rica normalmente estaba acreditada de manera concurrente en el cónsul de Guatemala o Panamá, y en ocasiones se nombraban agregados comerciales.  En 1951 el gobierno británico decide establecer una legación permanente en San José bajo la gestión del ministro plenipotenciario Henry B. Livingston.  En 1952 es nombrada ministra plenipotenciaria de Costa Rica a Ofelia Segreda de Wright quien asiste en representación del gobierno costarricense a los funerales del Rey Jorge VI, y para 1953 sería Roberto Jiménez Quesada quien asistiría como ministro a la coronación de la Reina Isabel II.
En 1956 José Figueres Ferrer, presidente de Costa Rica, visita oficialmente Londres acompañado de su esposa Karen Olsen Beck y el rector de la Universidad de Costa Rica Rodrigo Facio Brenes, reuniéndose con la Reina Isabel, el primer ministro Anthony Eden y el Parlamento. Ese mismo año ambos países ascendieron sus sedes diplomáticas de legación a Embajadas, siendo el primer embajador costarricense en Reino Unido Humberto Pacheco Coto y el primer embajador británico en Costa Rica Clarence Ezard. En 1968 ambos países suprimieron el visado.
Las relaciones anglo-costarricenses continuaron siendo cordiales, si bien se tensaron levemente durante la administración de Óscar Arias Sánchez por sus esfuerzos de pacificación de la región ya que el gobierno de Margaret Thatcher era partidario de la acción dura contra los insurgentes socialistas.  Arias visitó Gran Bretaña durante su gestión y se reunió con Thatcher.
Cabe destacar que Costa Rica es uno de los países que reconoce la soberanía argentina sobre las Islas Malvinas.